# Litfiba 3
Litfiba 3 è il terzo album in studio del gruppo musicale italiano Litfiba, pubblicato il 5 maggio 1988 dalla I.R.A. Records. L'album in realtà si intitolerebbe Tre, (come si può vedere nella copertina dell'edizione francese dell'album, sulla quale nome della band e titolo sono effettivamente separati), ma è universalmente conosciuto come Litfiba 3.
È l'album che chiude la cosiddetta "trilogia del potere", di cui fanno parte anche i precedenti Desaparecido (1985) e 17 re (1986).

## Descrizione
Rispetto ai dischi precedenti del gruppo, i testi sono ancora più incentrati sul tema politico, e questa intenzione era particolarmente evidente in quello che doveva essere il titolo iniziale, scartato poco prima della pubblicazione, ovvero "Prigionieri". Un altro chiaro riferimento è la scelta della foto di copertina, in cui è ritratto Willie Jasper Darden, un nero giustiziato sulla sedia elettrica in Florida il 15 marzo 1988, nonostante i forti dubbi sulla sua colpevolezza, espressi anche da alcuni membri della giuria; ed al tema della pena di morte è dedicata anche la terza traccia dell'album, Louisiana. Ma i bersagli sono ben più numerosi: tra questi Giovanni Paolo II per la sua controversa visita all'allora dittatore cileno Pinochet ("E dittatura e religione / fanno l'orgia sul balcone" recita “Santiago”, traccia d'apertura dell'album), ma anche le istituzioni per il controllo della devianza psichica (“Ci sei solo tu”) il genocidio dei nativi americani (“Tex”) la malattia infettiva  (“Peste”) La caccia (“Corri”) la protesta in Francia contro la guerra in stile “Carnevale”(”Paname”, in Italia chiamato con il titolo X), Ma anche le storie dell’infanzia di Pelù (“Bambino”) e il valore del coraggio (“Amigo”), di cui quest’ultima, assieme al brano “il volo”, verrà poi dedicata allo storico batterista della band, Ringo de Palma. Il brano “Cuore di Vetro”, parla di un uomo che, nella speranza di essere il più forte del mondo, si vanta di essere una “divinità”, avendo anche il potere di far costringere le persone a dire la verità che nascondono nel proprio cuore, in modo da far aumentare la forza all’uomo. 
In generale, sia nelle liriche che nella musica, si registra un'evoluzione per il gruppo, che sembra orientarsi verso una comunicazione più diretta ed immediata, tralasciando in parte la componente new wave, che aveva caratterizzato i precedenti lavori, a favore di un hard rock più diretto e aggressivo; in particolare il brano Cuore di vetro, pur mantenendo lo spirito originario della band, può essere considerato come il primo pezzo grunge italiano. La forte presenza dell'hard rock è riscontrabile anche in Tex, Corri, Santiago e Amigo, così come in tutto l'album si possono trovare influenze blues e psichedeliche (in particolare in Louisiana, Peste, Ci sei solo tu, Bambino) e di musica latina (soprattutto in Santiago, Bambino e anche in Paname).
Litfiba 3 è il primo album dei Litfiba del quale esiste l'edizione originale su CD (le edizioni CD degli album precedenti sono ristampe realizzate in tempi successivi). Secondo quanto riportato dalla biografia A denti stretti, realizzata dal giornalista Federico Guglielmi nel 2000. Dovrebbe essere il primo album italiano realizzato interamente in digitale e, per questo motivo ha ricevuto alcune critiche a causa della bassa qualità dell'audio. In realtà tra i primi album di artisti italiani ad essere interamente registrati in digitale , ci sono E=MC² di Giorgio Moroder, pubblicato nel 1979 e Branduardi '81, omonimo album del cantautore, pubblicato 7 anni prima dell'album della band toscana.

## Tracce
Testi e musiche di Litfiba.
1. Santiago – 3:40
2. Amigo – 3:23
3. Louisiana – 5:36
4. Ci sei solo tu – 4:59
5. Paname – 4:58
6. Cuore di vetro – 4:57
7. Tex – 3:36
8. Peste – 5:32
9. Corri – 3:47
10. Bambino – 5:16

## Formazione
- Piero Pelù — voce
- Ghigo Renzulli — chitarra
- Antonio Aiazzi — tastiera, cori
- Gianni Maroccolo — basso, cori
- Ringo De Palma — batteria, cori

Altri musicisti
- Guido Guidoboni — armonica
- Francesco Magnelli — pianoforte, tastiere, cori
- Francesca Mariotti — nacchere
- Daniele Trambusti — percussioni

## Singoli
- Paname (pubblicato in Italia col titolo X, in Francia come Paname)